# اسناد کهنه، تاریخ نو
اسناد کهنه، تاریخ نو یک مجموعهٔ تلویزیونی ایرانی هفت قسمتی به نویسندگی و کارگردانی نادر ابراهیمی است که در سال ۱۳۶۷ ساخته شد.

## گزیدهٔ بازیگران
برخی از بازیگران این مجموعه تلویزیونی به شرح زیر هستند:
- ژاله علو
- مسعود نقاش‌زاده
- کاظم فقیهی
- هلیا ابراهیمی
- اسماعیل پیامی
- مازیار حیدری